# 前田陽子
前田 陽子（まえだ ようこ、1984年11月26日 - ）は、日本の女子プロゴルファー。徳島県小松島市出身。伊藤園所属。

## 経歴
小学校時代は文科系少女で、書道7段の腕前であった。12歳にゴルフを始める際、父親は最初からレッスンプロにつけた。香川西高等学校ゴルフ部で頭角を表わし、3年次には香川県女子アマで優勝。
高校卒業後、実家から研修生としてゴルフ場に通いながらプロテストに挑戦するも3年連続して不合格。自らの甘さを痛感し、ゴルフと関係ない仕事で生活費を稼ぎながらプロテストにチャレンジする決意をする。地元のダンボール工場に勤めて2年目の2008年、ついにプロテストに合格。しかしツアーにフル参戦できるようになるまではと、ダンボール工場のアルバイトを続けた（この工場が王子ホールディングスのグループ会社であった事から前田は王子とスポンサー契約を結んでいる）。
QT（クォリファイングトーナメント）で結果を残せない状態が続き、2013年から今堀りつの指導を仰ぐ。師匠の指導・叱咤の下QTで結果を残し、翌2014年のツアー殆どの試合の参戦権を手にした。これを機にアルバイトを辞め、ゴルファーに専念する事になる。ツアーでも中々結果は残せなかったが、最終戦も近い11月の伊藤園レディスゴルフトーナメントで初優勝を飾った。これによりシード権を獲得、伊藤園と所属契約を結んだ。
2015年、7月のサマンサタバサ ガールズコレクション・レディーストーナメントでツアー2勝目をあげた。この年の賞金ランキングは28位で、2年連続シード権獲得。
2016年は未勝利に終わり、賞金ランキング63位でシード権を失った。

## 優勝記録

### 日本女子
- 2014年
  - 11月14-16日 伊藤園レディスゴルフトーナメント
- 2015年
  - 7月17-19日 サマンサタバサ ガールズコレクション・レディーストーナメント